# Bauernarmee Ferghana
Die Bauernarmee Ferghana (russisch Крестьянская армия Ферганы Krestjanskaja armija Fergany) war eine Formation der Weißen Armee im Ferghanatal während des Russischen Bürgerkrieges.

## Entstehung
Am 23. November 1918 organisierten die Kommandeure der Bauernabteilungen in Dschalal-Abad ein Armeehauptquartier und einen Militärrat, der die Kommandeure der Abteilungen und Vertreter der Dörfer vereinte. Bald darauf wurde Oberst Konstantin Iwanowitsch Monstrow zum Befehlshaber der Armee ernannt, ein Gutsbesitzer und ehemaliger Offizier der Zaristischen Armee.

## Geschichte
Die Bauernarmee Ferghana bestand aus russischen Bauern, die im Ferghanatal lebten und beschlossen, sich gegen Angriffe muslimischer Basmatschi-Truppen zu verteidigen. Diese konservativen Bauern standen den Bolschewiki feindlich gegenüber auch wenn ursprünglich eine Kooperationsvereinbarung gegen die Basmatschi geschlossen wurde. Ende August 1919 kam es jedoch zu einer Einigung mit dem lokalen Anführer der Basmatschi, Madamin Bey. Grund dafür war die wachsende Stärke der Bolschewiki, die nun beide zuvor verfeindeten Seiten bedrohte. Madamin Bey versprach, die Angriffe seiner Truppen auf die Dörfer von Ferghana einzustellen. Daraufhin befahl das bolschewistische Kommando seinen Truppen, die Bauernarmee Ferghana zu entwaffnen. Mehrere Einheiten wurden in die Region Dschalal-Abad entsandt, um die wichtigsten Bauerntruppen mit einem einzigen konzentrischen Angriff zu vernichten, allerdings ohne Erfolg. Der zweite bolschewistische Angriff endete mit dem gleichen negativen Ergebnis.
Als Reaktion darauf starteten die Truppen der Bauernarmee, zusammen mit Basmatschi-Kriegern, eine Offensive gegen die Bolschewiki. Ihr erster Erfolg war die Einnahme der Stadt Osch und die anschließende Abwehr des bolschewistischen Gegenangriffs. Im September 1919 wurden die Hauptstreitkräfte nach Andischan verlegt. Die Kämpfe um die Stadt dauerten jedoch länger als erwartet. Zu diesem Zeitpunkt schickten die Bolschewiki Verstärkung in Form des Kasaner Regiments, das am 22. September eintraf. Die Truppen der Bauernarmee in der Nähe von Andischan wurden besiegt und die überlebenden Bauern flohen in ihre Heimatdörfer.
Daraufhin starteten bolschewistische Truppen eine neue Gegenoffensive. Sie eroberten Osch kampflos zurück, während die Bauernarmee floh. Um die Situation zu retten, versuchte Oberst Monstrow zunächst, Hilfe aus einem europäischen Land zu erhalten. Nach diesem Misserfolg gelang es ihm am 22. Oktober 1919, die provisorische Repräsentanz in Ferghana zu gründen. An der Spitze standen neben ihm, Madamin Bey als Vertreter der Basmatschi und General Muchanow als Vertreter der Weißen Bewegung. Sie wollten alle lokalen antibolschewistischen Kräfte vereinen.
Die Leitung des Provisorischen Büros übernahm Madamin-Bey. Dieser beschloss daraufhin, sein Bündnis mit der Bauernarmee zu beenden. In einem der Dörfer nahmen seine Truppen Oberst Monstrow gefangen, dem jedoch die Flucht gelang. Am 17. Januar 1920 traf Monstrow in Dschalal-Abad ein, wo er sich den Bolschewiki ergab. Ihm folgten auch die letzten Einheiten der Bauernarmee.

## Gliederung
Am 2. Dezember 1918 legte der Militärrat die Struktur des Hauptquartiers, der Armee und die Pflichten der Bauern gegenüber dem Hauptquartier fest. Die Armee war in zehn Regimenter unterteilt, von denen die ersten vier für aktive Feldzüge vorgesehen waren. Die nächsten vier Regimenter dienten für den Schutz der Bauernhöfe und Dörfer im eigenen Gebiet. Die letzten zwei Regimenter bildeten eine Reserve, die aus kampfuntauglichen und älteren Männern bestand. Insgesamt umfasste die Bauernarmee eine Mannstärke von 20.000 Mann.

## Personal
| Name                            | Bild |
| ------------------------------- | ---- |
| Konstantin Iwanowitsch Monstrow |      |